# Payable on Death
Albums de POD
Satellite
(2001) The Warriors EP, Volume 2
(2005)
Payable on Death est le cinquième album studio, et le troisième sous un label majeur, sorti par le groupe de rock californien, POD[réf. nécessaire]. C'est aussi leur premier album avec le nouveau guitariste du groupe, Jason Truby. L'album est sorti le 4 novembre 2003 et distribué par Atlantic. D'après Soundscan, il s'en est vendu un peu moins de 500 000 exemplaires avant le mois de janvier 2006. Toutefois, plus de 500 000 copies ont été distribuées à travers les États-Unis et il est, par conséquent, devenu disque d'or. L'album s'est vendu à plus de 1 300 000 exemplaires dans le monde.
Le fait que l'album se soit relativement peu vendu est en partie due à une réorganisation au sein d'Atlantic Records, laissant le groupe sans aucun soutien de la part du label, ce qui signifie que la promotion de l'album s'est faite uniquement par bouche à oreille et sur internet par le biais des fans. La première semaine qui suit sa sortie, il s'en vend 106 000 exemplaires, et l'album débute à la 9e place du classement Billboard 200 grâce au premier single de l'album, Will You, et de son clip. Peu de temps après, les problèmes internes chez Atlantic Records conduisent pratiquement l'album à l'abandon. Le groupe a tourné un clip pour le second single, Change the World, mais il n'a jamais été envoyé à MTV. Il a toutefois été diffusé sur une chaîne un peu moins connue, Fuse TV.
Payable on Death voit le groupe se diriger vers un son hard rock/metal plus traditionnel loin de leur style rap metal bien-connu qui est en perte de popularité en 2003. Le chanteur Sonny Sandoval utilise dans cet album, une quantité considérable de sonorités style reggae, avec des morceaux tels que Change the World, Execute the Sounds, et Revolution. Le dernier morceau, Eternal, est un morceau instrumental où Truby joue en duo avec le célèbre guitariste Phil Keaggy.

## Liste des pistes
1. Wildfire (3:15)
2. Will You (3:47)
3. Change the World (3:03)
4. Execute the Sounds (3:01)
5. Find My Way (3:09)
6. Revolution (3:25) (featuring Phil Keaggy)
7. The Reasons (3:44)
8. Freedom Fighters (4:12)
9. Waiting On Today (3:06)
10. I And Identify (3:15)
11. Asthma (4:01)
12. Eternal (6:19) (featuring Phil Keaggy)

### Piste Bonus
- Sleeping Awake (3:23) (présent sur certaines versions européennes de l'album et sur l'édition japonaise)
- Space (The Phatheads Remix) (4:52) (présent sur l'édition japonaise de l'album)

## Singles
- Will You
- Change the World
- Freedom Fighters (Live) Single iTunes non diffusé sur les radios.

## Commentaires
- Execute the Sounds reprend le refrain de la chanson du groupe de rap Black Star, RE: DEFinition, de l'album Black Starsorti en 1998. Le son d'ensemble est le même, mais les paroles diffèrent légèrement.
- La piste bonus Sleeping Awake est incluse à l'origine sur The Matrix Reloaded: The Album sorti en avril 2003.
- Sur certaines versions, le contenu des bonus permet de télécharger le morceau Space depuis un site caché.
- Certaines versions de l'album contiennent une démo du jeu de musiqueAmplitude, fait par Harmonix. La seule chanson présente sur le jeu est le morceau précédemment cité, Space.

L'édition Deluxe de l'album est livrée avec un DVD qui contient un making of de l'album.

## Pochette de l'album
La pochette a été réalisé par l'artiste latino Daniel Martin Diaz. Alors que l'artiste se déclare être un fervent catholique, certains ont estimé que la couverture véhiculait une mauvaise symbolique et de nombreux magasins de musique chrétienne ont refusé de distribuer l'album. En raison de problèmes de conception, Daniel a aussi été invité à faire l'intérieur de la pochette, une tâche qu'il a accompli en moins d'une semaine. Bien que l'imagerie à l'intérieur est très grotesque, toutes les images sont prises d'autres peintures qu'il a fait, et que l'on peut consulté sur son site Internet (http://www.danielmartindiaz.com/). Lorsqu'on regarde les peintures originales, on peut lire les significations symboliques. La plupart des peintures contiennent des images catholiques, combinée avec une bonne dose de mysticisme.